# Colzera

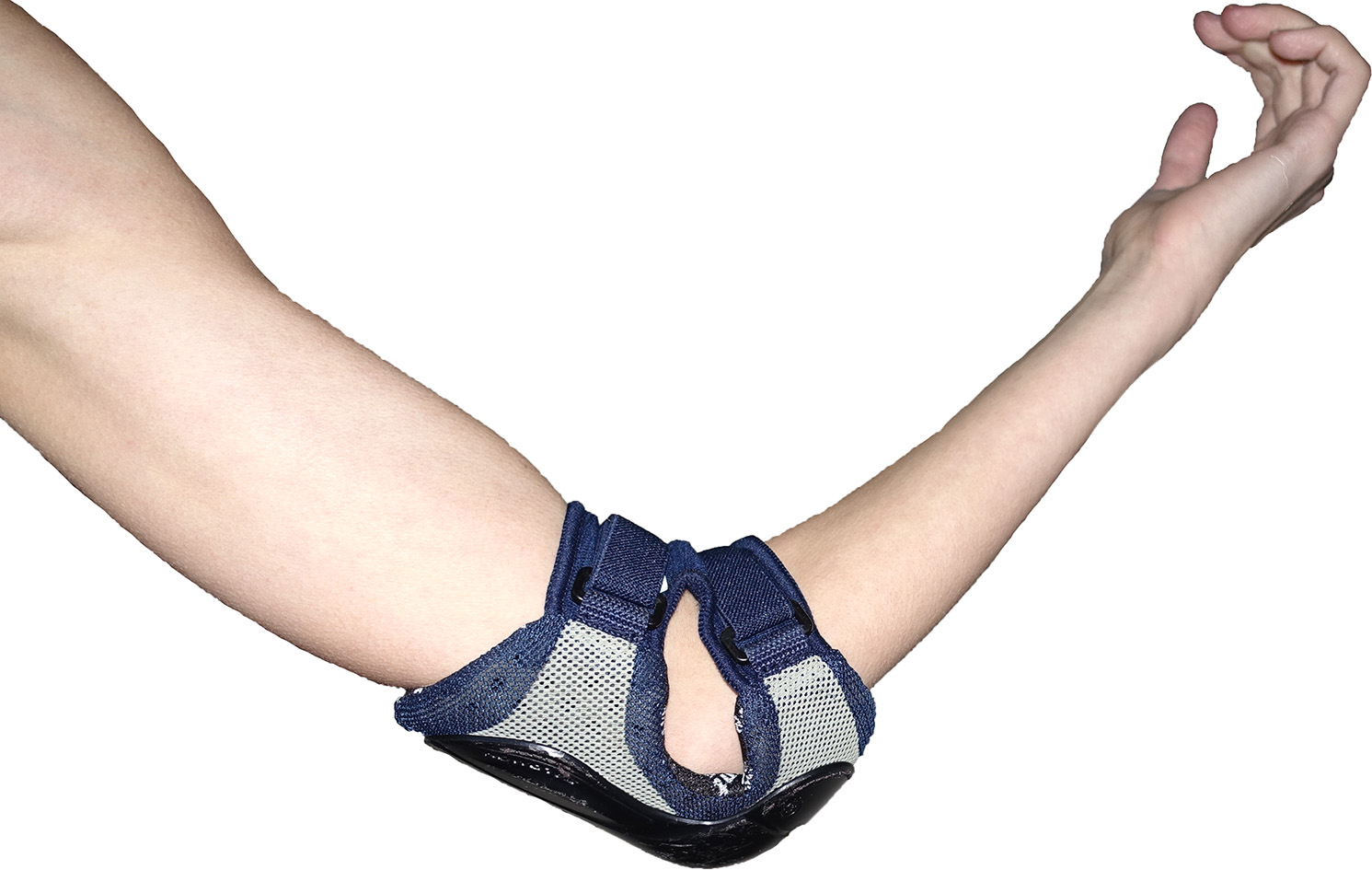
Una colzera

Una  colzera  és una peça de roba que, disposada al voltant del colze, el protegeix contra cops i rascades o l'immobilitza després d'una fractura.
Les colzeres són peces encoixinades que complementen els uniformes de determinats esports en què les caigudes són freqüents, com per exemple l'hoquei sobre gel i en línia, el monopatí, el ciclisme, etc. Les colzeres són unes bandes de plàstic que s'introdueixen per la mà ajustant-se al colze mitjançant un elàstic. La part encoixinada queda per darrere per tal d'esmorteir l'impacte en el moment d'una eventual caiguda. Les colzeres no se solen utilitzar per part dels jugadors professionals però sí pels principiants en la seva fase d'iniciació i en modalitats on l'alta velocitat o els salts impliquen un major risc de traumatisme.
Com a instrument mèdic, les colzeres ortopèdiques són útils en recuperacions postoperatòries, lesions esportives, epicondilitis i reumatismes, així com per alleujar el dolor en artrosi i artritis. En alguns esports com el tennis, en què el colze suporta grans tensions, les colzeres ajustables el protegeixen i ajuden a superar les tendinitis.
També es diuen colzeres els reforços de cuir o plàstic que es cusen a la mànega del jersei o la jaqueta per impedir el seu trencament per fregament o per dissimular-hi estrips ja existents.